# 鳥居清広

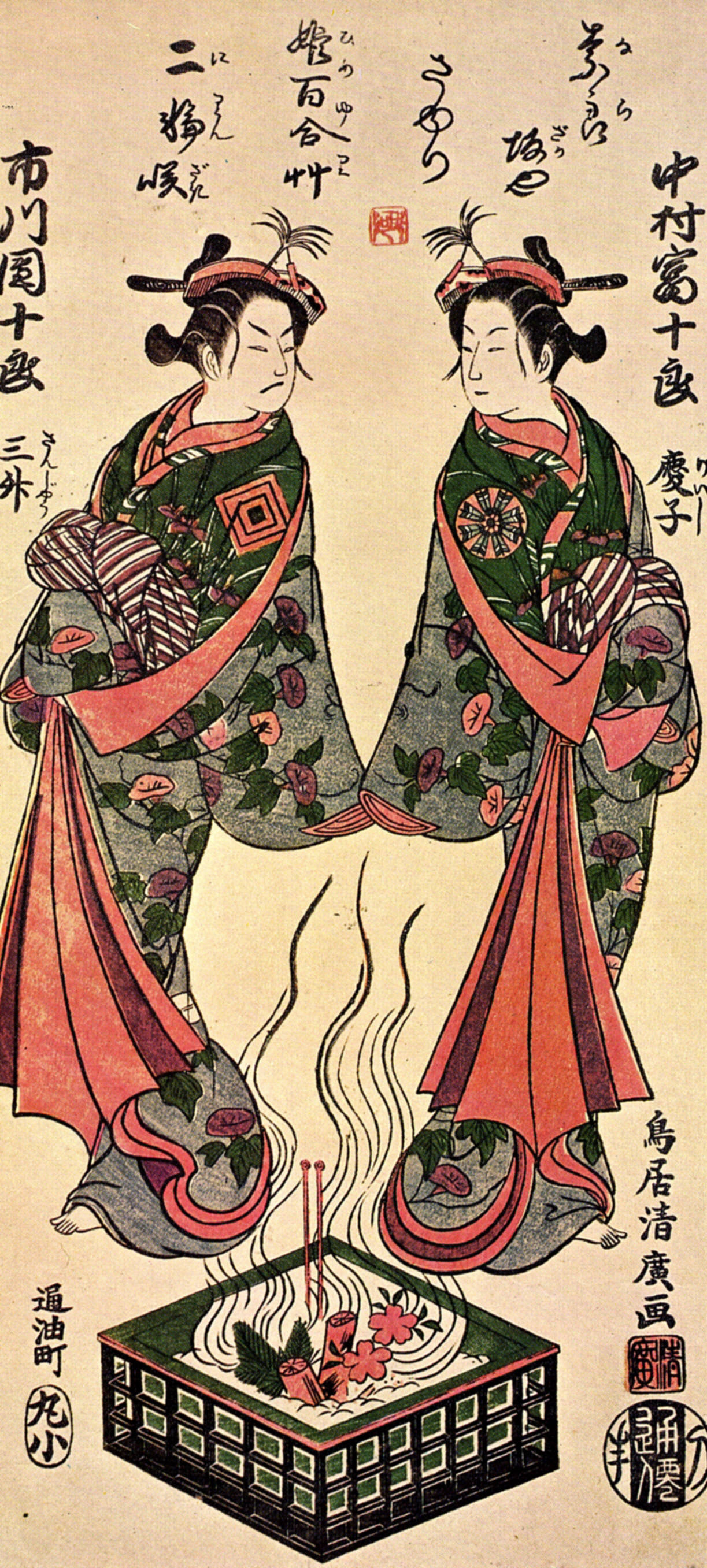
「中村富十郎 慶子 市川団十郎 三升」

鳥居 清広（とりい きよひろ、生没年不詳）とは、江戸時代中期の浮世絵師。

## 来歴
鳥居清満の門人。はじめは二代目鳥居清倍に学んだともいわれる。俗称七之助。堺町に住んでいた。鳥居清長、鳥居清経と並んで清満門下の三羽烏といわれた。宝暦期（1751年-1764年）に紅絵、紅摺絵による役者絵の他、石川豊信風の美人画を描いている。宝暦5年（1755年）頃の制作の作品が最も多く「#和歌之三神」には「大和畫師」（やまとえし＝大和絵の画家）と落款が認められる。また繊細で健康的なエロチシズムの溢れる「あぶな絵」も残している。その若さ溢れる清新な作品は石川豊信をおびやかしたが、なぜか宝暦期のみで作画を辞めている。一説に安永5年（1776年）に若くして麻疹（はしか）で病死したとも伝えられているが、これを裏付けるものは何もない。『鳥居画系譜』によると、宝暦13年には島居派の絵師として存在したとされるので、同年に2代目鳥居清倍が没するまでは公式にその門人であったと見られる。

## 作風
代表作として大々判紅摺絵「あわびとり」、大判紅摺絵に「見立尉と姥嶋台」ほか市川亀蔵と佐野川市松の歌舞伎役者ふたりの台詞を配して舞台の一場面の再現を試みた「#江戸名物蕎麦尽」（ともに東京国立博物館所蔵）などが挙げられる。細判紅摺絵に「風流新板古撰うき世繪姿」と「佐野川市松･まさご御前」（ともに東京国立博物館所蔵）、「和歌之三神」（わかのさんじん）がある。
美人を3人ならべ、それぞれに伴を添えたのは紅摺絵三枚続きの「深川娘三幅対」（平木浮世絵美術館UKIYO-e TOKYO所蔵）である。紅摺絵「初代中村富十郎の娘道成寺」は、桜の樹に結ばれた釣り鐘のもとで舞う華麗な舞台衣装の富十郎を描いており、そのしなやかで軽快な動きは名女形であったといわれる初代富十郎の舞台姿の美麗さ、華やかさを彷彿とさせる作品である。清広の美人画は構図にどこか新鮮さがみられ、若々しく清々しいものであった。その特徴は次世代の美人画の第一人者である鈴木春信の画風にも受け継がれていく。

### 主な作品
- 「歌詠み紋形見る美人」重要美術品、東京国立博物館所蔵[9][10]
- 「遊女の化粧」大判 紅摺絵、東京国立博物館所蔵　宝暦[要出典]
- 「見立義経八艘飛」大判 紅摺絵、東京国立博物館所蔵[11]
- 「佐野川市松・まさご御前」細判　紅摺絵、東京国立博物館所蔵[8]
- 「芳沢あやめ」細判　紅摺絵、たばこと塩の博物館所蔵[要出典]
- 「初代中村富十郎の娘道成寺」大判 紅摺絵、千葉市美術館所蔵[要出典]
- 「恋の深爪」細判 紅摺絵、慶応義塾図書館所蔵　宝暦3年(1753年)　丸屋小兵衛版[要出典]
- 「あほうきねそう 市川団十郎」柱絵 紅摺絵[要出典]
- 「見立武蔵野」大判 紅摺絵、チェスター・ビーティ図書館所蔵 宝暦期[12]
- 「尾上菊五郎　五位之助武成」細判 紅摺絵、ホノルル美術館所蔵　宝暦4年(1754年)[要出典]
- 「二世山下金作　源つね岩」　大細判 紅摺絵、ホノルル美術館所蔵　宝暦7年(1757年)[要出典]
- 「中村富十郎　傾城杜若」細判 紅摺絵、プラハ国立美術館所蔵　宝暦8年(1758年) 鱗形屋版[要出典]
- 「破魔羽子」、ハーバード大学サックラー美術館所蔵[13]
- 「土手に遊ぶ子ら」、フィラデルフィア美術館所蔵[14]

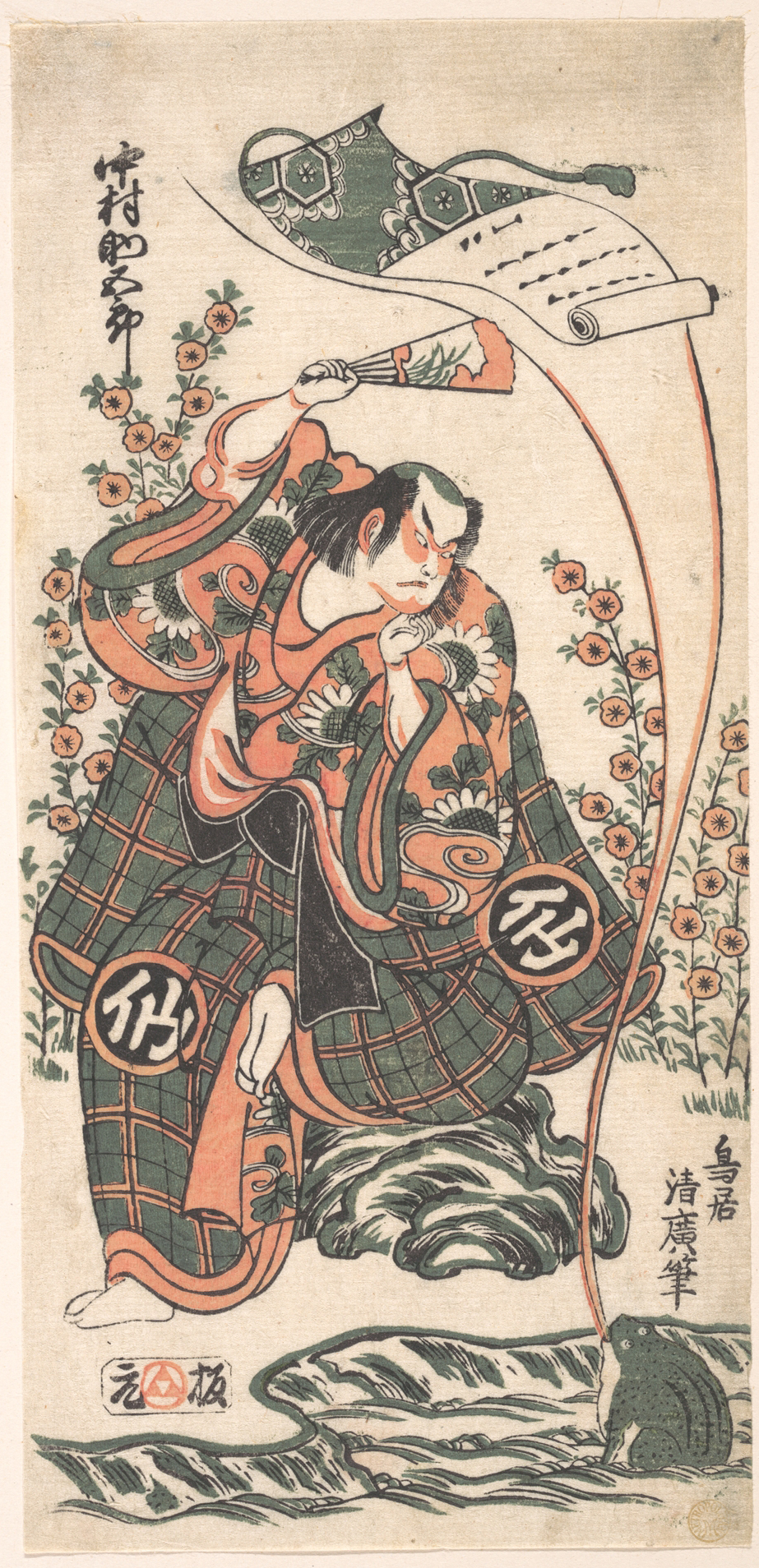
初代 中村助五郎（メトロポリタン美術館=MET）
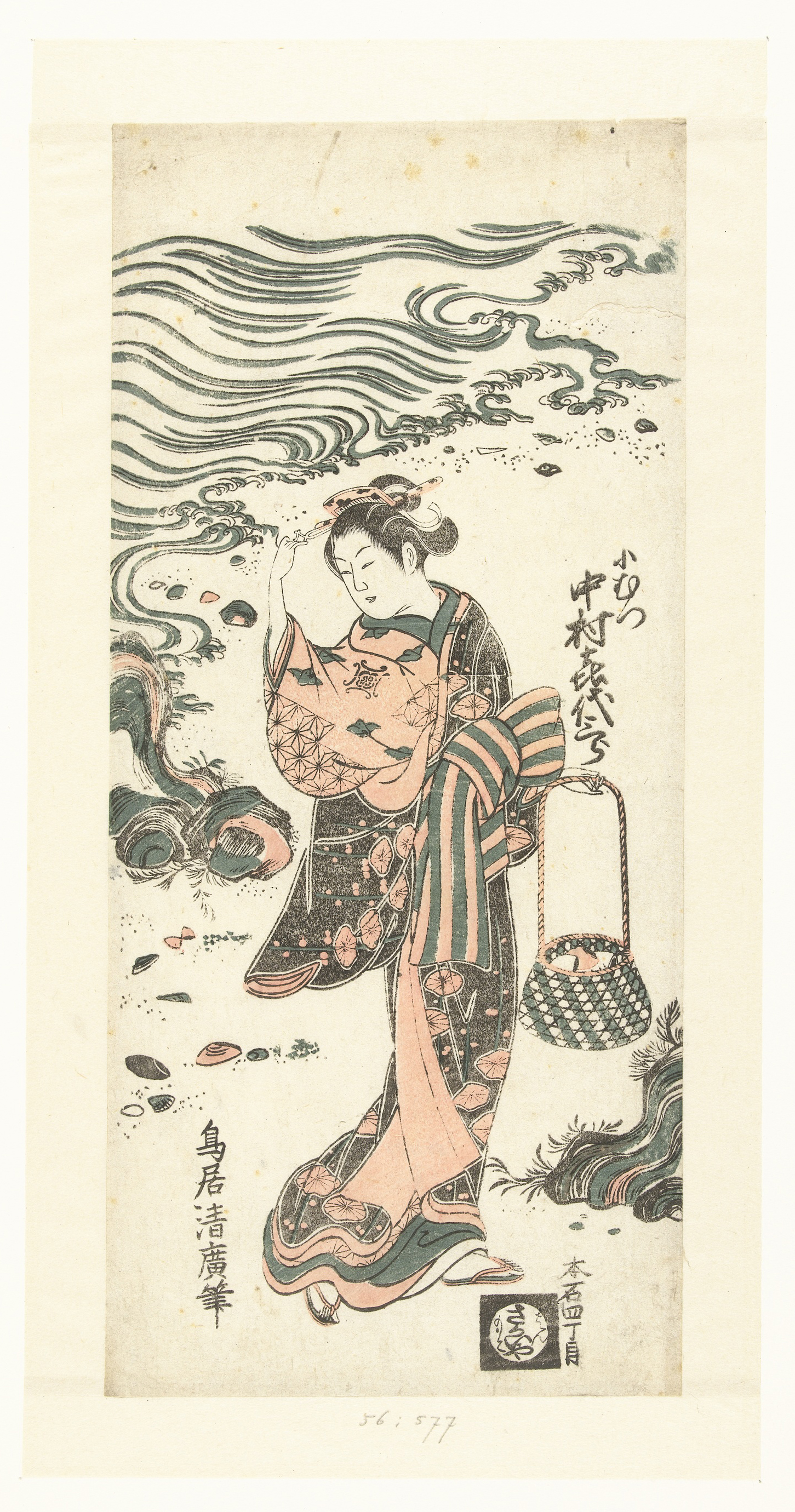
初代 中村喜代三郎 小むつ（アムステルダム国立美術館）
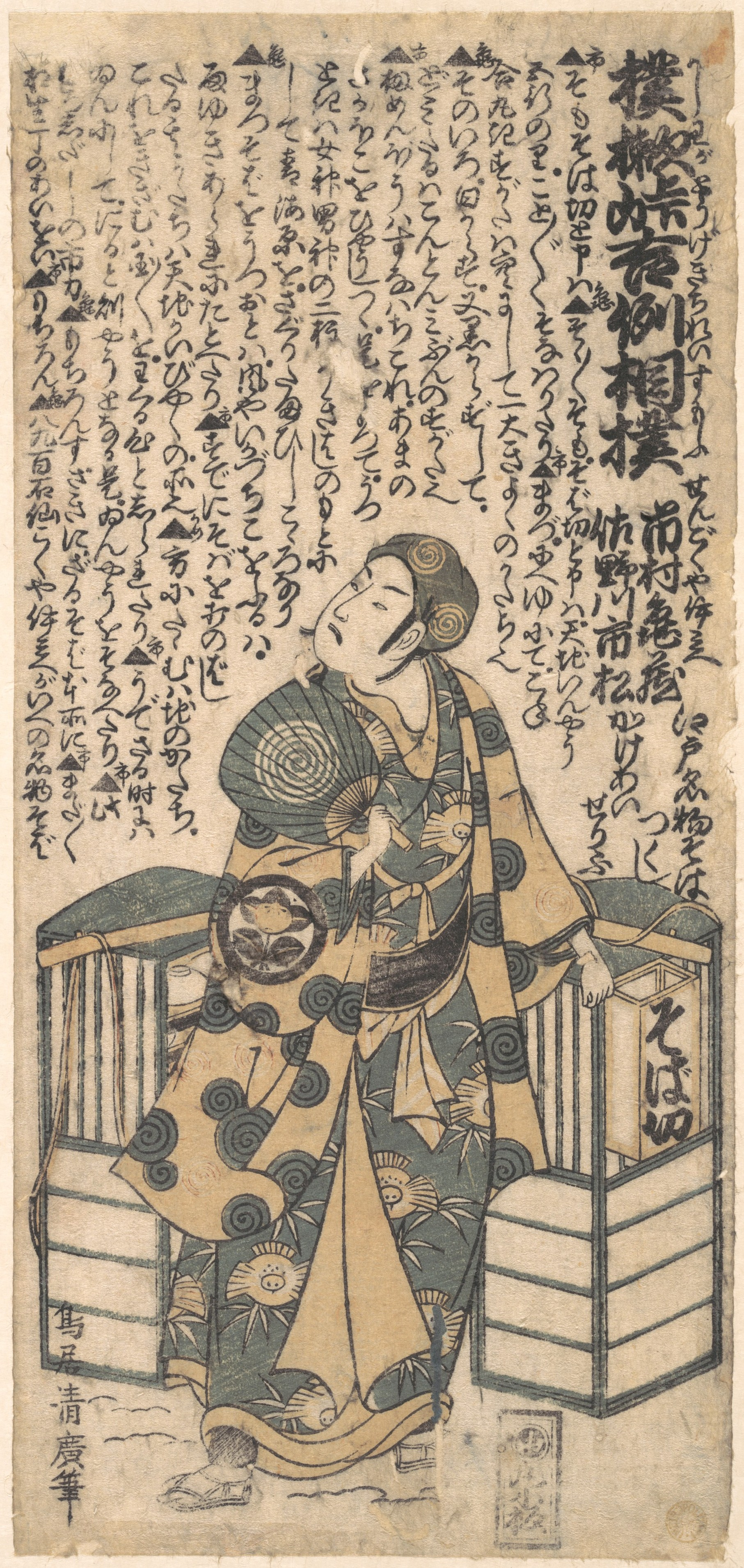
江戸名物蕎麦尽（MET）
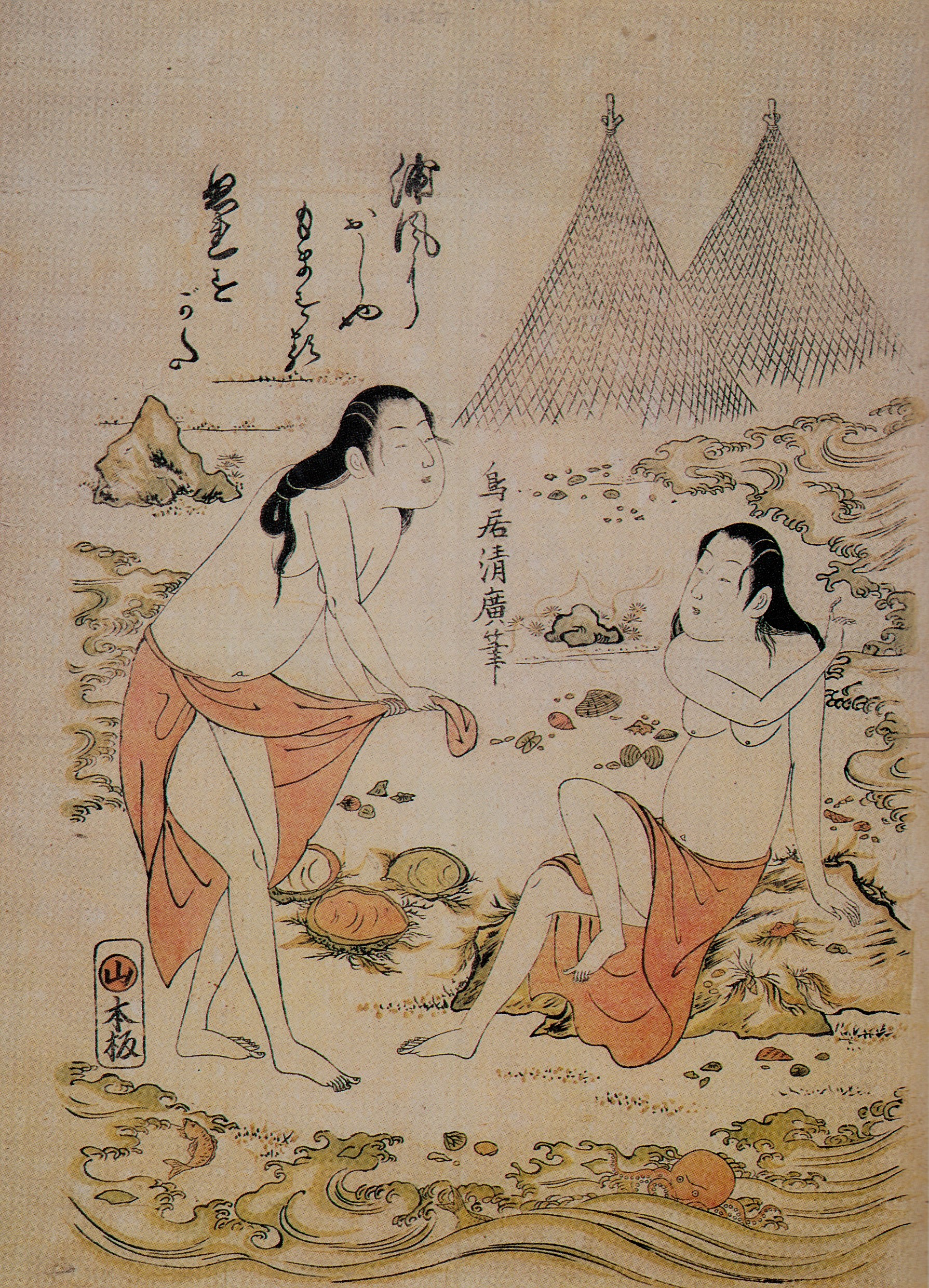
海女
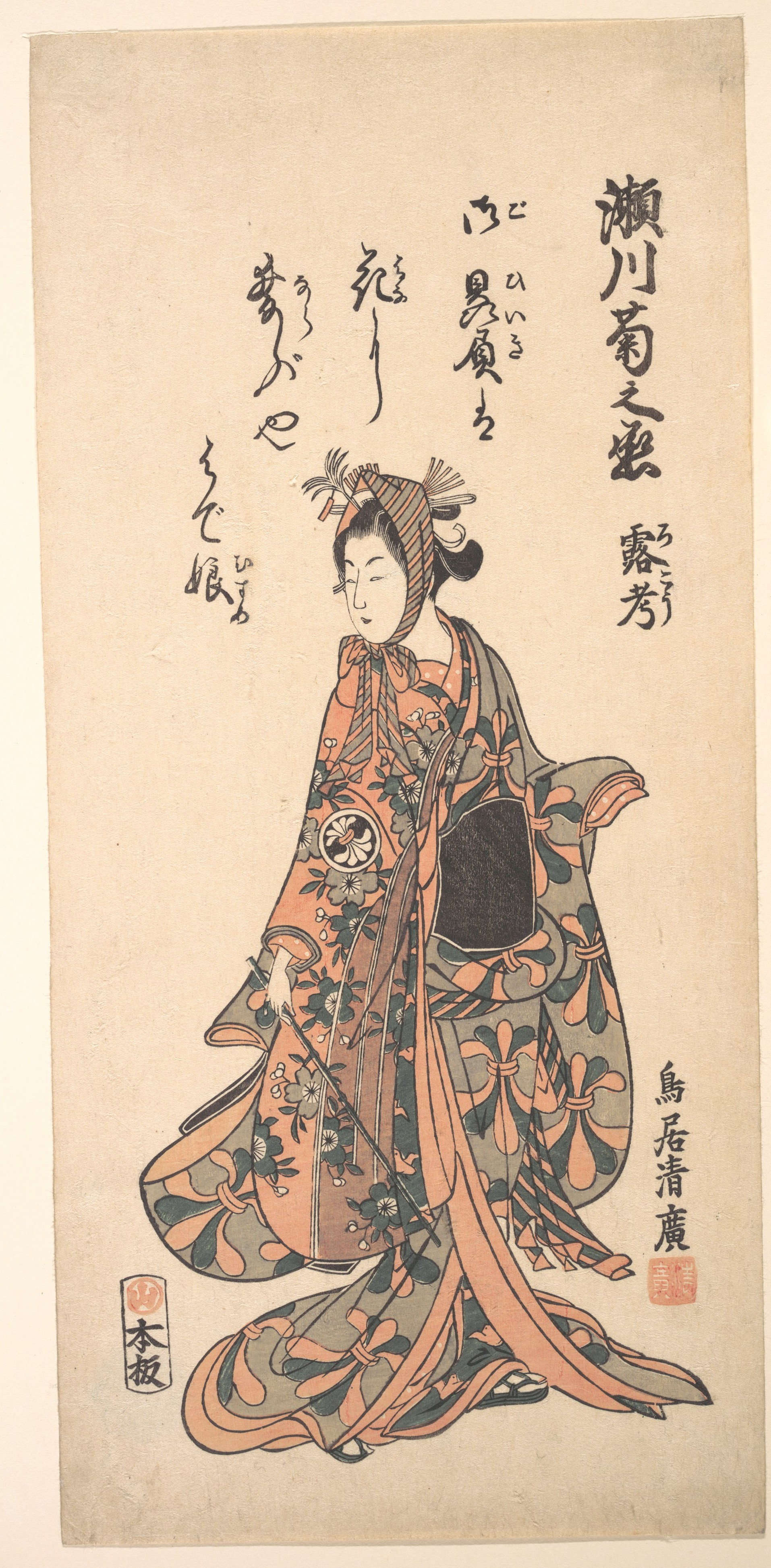
初代 瀬川菊之丞[16] 露孝（MET）
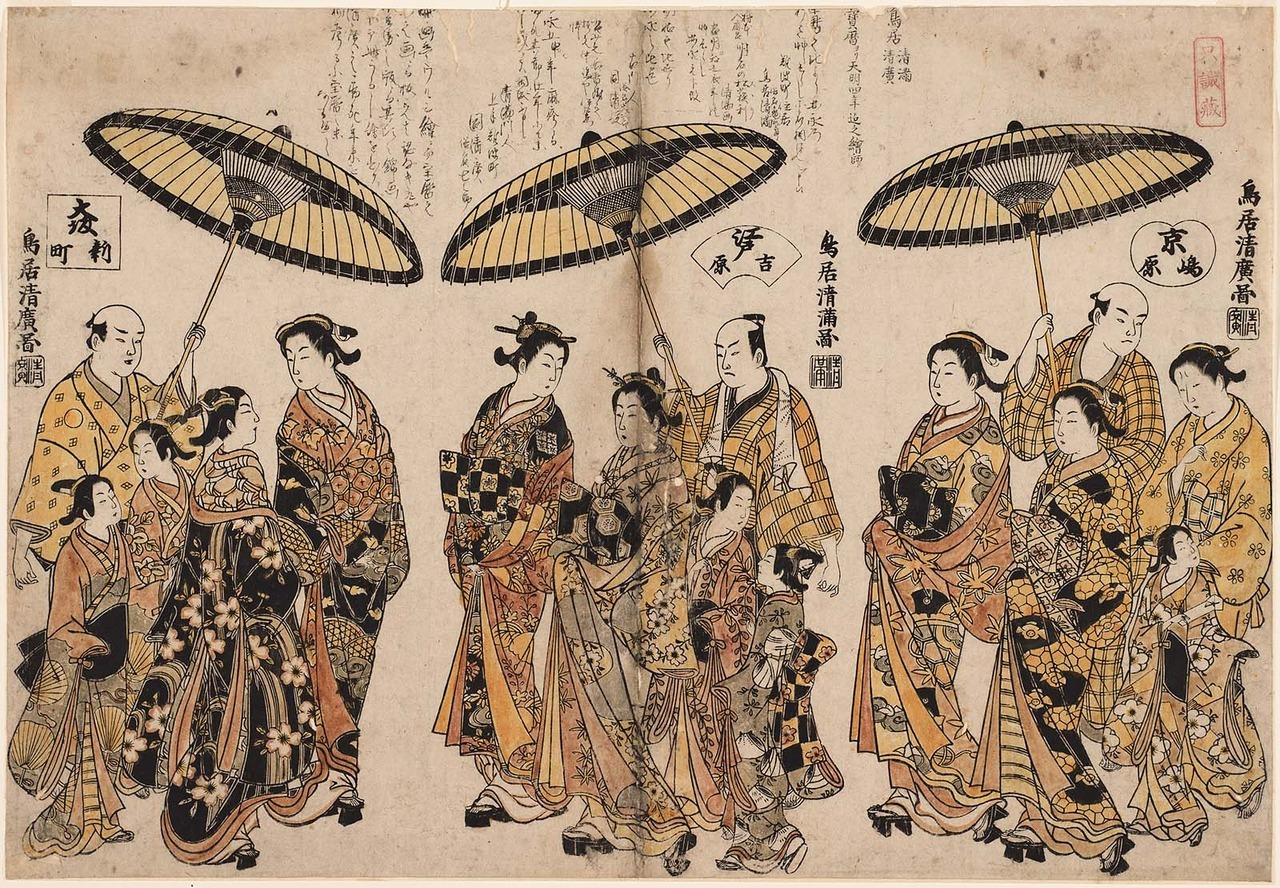
京嶋原、江戸吉原、大坂新町

### 注
1. ↑  清長の門弟とする説[3]もある。
2. ↑  鳥居清広画 横大判 紅摺絵3枚続「見立尉と姥島台」（みたて じょうとうば しまだい・列品番号A-10569-1038～1040）、東京国立博物館所蔵。

## 関連文献
発行年の若い順。
- 「小図第六十八 演劇お梶図 鳥居清長筆 一枚」『浮世絵派画集』第3冊、再版、審美書院（編・刊）、1914年（明治39-大正3）。コマ番号0026.jp2。doi:10.11501/2591907。
- 小早川好古「鳥居淸廣筆江戶中期美人の図」『風俗研究』第98号、口絵、京都：[風俗研究会（編・刊）、1928年7月。doi:10.11501/1521980。
- 『古今浮世絵撰集』第126号、古今浮世絵撰集刊行会（編・刊）、1935年（昭和10）。マイクロフィルム版doi:10.11501/1120219、デジタル版doi:10.11501/1702608。
  - 「第一四図　鳥居清廣筆　海女　細判紅摺絵」コマ番号0027.jp2 （デジタル版に「第一四図鳥居淸廣筆　行燈 同 同」も）
  - 「第一五図　鳥居清廣筆　凉み台　細判紅摺絵」コマ番号0028.jp2
  - 「第一七図　鳥居清廣筆　初桜　大判紅摺絵」コマ番号0029.jp2
- 「鳥居清広」『東京国立博物館図版目録 浮世絵版画篇 上』第1巻第1号、211-232頁、東京国立博物館、1960年。doi:10.11501/2500639。
- 平木コレクションの木版およびオフセット版複製
  - 「九 鳥居清広 深川娘三幅対」『浮世絵 第1[本編]』高橋誠一郎（編）、毎日新聞社、1964年（昭和39年）。doi:10.11501/8798874。コマ番号0062.jp2-0067.jp2。
  - 「一二一 鳥居清広 茶の湯と花」『浮世絵 第3[本編]』高橋誠一郎（編）、毎日新聞社、1965年（昭和40年）。doi:10.11501/8798878。コマ番号0121.jp2-0126.jp2。
- 「浮世絵 無款､鳥居清広、他」『浮世絵と喫煙具』、53-55頁、専売事業協会、1967年。 doi:10.11501/8798846。図版番号216-226、コマ番号0073.jp2-0074.jp2。
- 「図版 原色版 鳥居清広 衝立に瀬川菊次郎を描く初世尾上菊五郎と二世坂東彦三郎」『古美術』第54号、14頁-、三彩社（編・刊）、1977年12月。doi:10.11501/6063349。コマ番号0008.jp2。
- 日本浮世絵協会（編）『原色浮世絵大百科事典』第2巻、29頁、大修館書店、1982年。
- 吉田漱『浮世絵の見方事典』79頁、北辰堂、1987年。
- 稲垣進一（編）『図説浮世絵入門』31頁、河出書房新社〈ふくろうの本〉、1990年。
- 「鳥居清広画 初代市村亀蔵の深草の少将と初代中村粂太郎の小野小町」（Actor Ichimura Kamezō I as Fukakusa no Shōshō and Actor Nakamura Kumetarō as Onono Komachiby Torii Kiyohiro）『浮世絵芸術 = Ukiyo-e art : 国際浮世絵学会会誌』第102号、表紙、国際浮世絵学会編集委員会（編）、国際浮世絵学会、1991年11月。ISSN 0041-5979。doi:10.11501/4431887。コマ番号0001.jp2。
- 武藤純子「第五節 鳥居清広」『初期浮世絵と歌舞伎 : 役者絵に注目して』、286-294頁、笠間書院、2005年。
  - 「作画時期と作画状況」、「鳥居清広の画系と鳥居派における位置」
- 小林忠監修 『浮世絵師列伝』[要ページ番号]、平凡社〈別冊太陽〉、2006年1月。ISBN 978-4-5829-4493-8。
- 「鳥居清広」『ミネアポリス美術館浮世絵名品集成』、16頁、ミネアポリス美術館（編）、藝華書院、2011年。